# Còdex Marchalianus

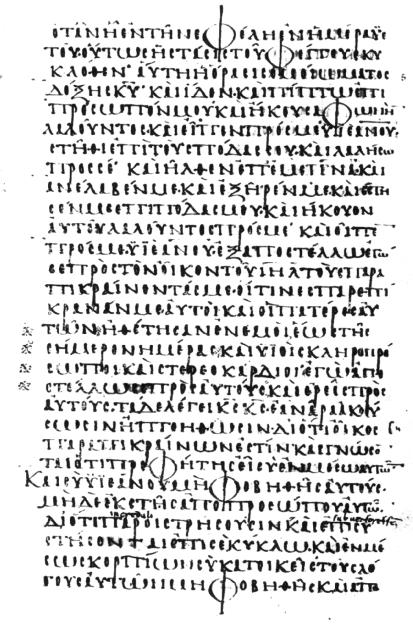
Full 283 del còdex amb el text d'Ezequies 1:28-2:6

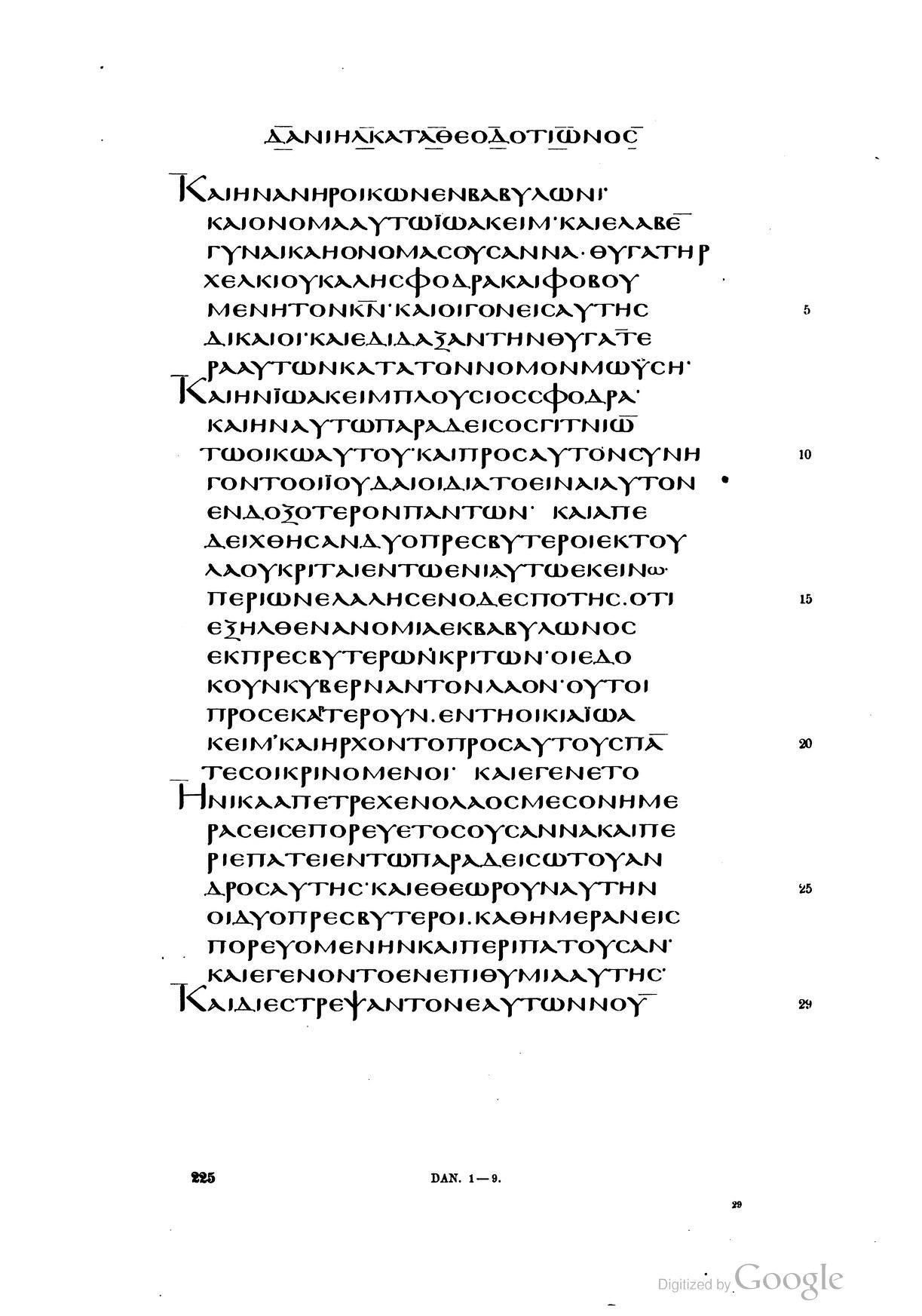
Daniel 1-9 a l'edició facsímil de Tischendorf (1869)

El Còdex Marchalianus és un manuscrit en grec, una còpia grega de l'Antic Testament coneguda com la Septuaginta. El text s'escrigué sobre vitel·la i en cal·ligrafia uncial. Paleogràficament ha estat assignat al segle vi. Deu el seu nom al seu antic propietari René Marchal.

## Descripció
El manuscrit està en quatre volums, disposats en quadernets de cinc o deu cadascun, com el Còdex Vaticanus o el Còdex Rosanense. Conté text dels Profetes menors, el Llibre d'Isaïes, Llibre de Jeremies amb Baruc, Lamentacions, Epístoles, Llibre d'Ezequiel, Llibre de Daniel, amb Susanna i Bel. L'ordre dels Dotze Profetes és inusual: Osees, Amós, Miquees, Joel, Abdies, Jonàs, Nahum, Habacuc, Sofonies, Hageu, Zacaries i Malaquies. L'ordre dels llibres és el mateix que al Còdex Vaticanus. El Llibre de Daniel es presenta en la versió de Teodoció.
El manuscrit actualment consisteix en 416 fulles en pergamí, però les primeres dotze contenen material patrístic, i no forma part del manuscrit original. Les fulles mesuren 29x18 cm. L'escrit està en una columna per pàgina, en 29 línies per columna, i 24-30 lletres per línia. Està escrit en uncials marcades en un estil copte.
A la primera meitat del segle xix tenia la reputació de ser un dels manuscrits més antics de la Septuaginta. És generalment acceptat que el Còdex Marchalianus pertany a la família textual de característiques hessíquies, i el seu text és un resultat de la recensió hessíquia.

## Història del còdex
El manuscrit s'escrigué a Egipte no més tard del segle vi. Sembla que romangué allà fins al segle ix, fins a les correccions i anotacions en uncials segons les lletres del text ben exhibit de la forma característica egípcia. Des d'Egipte fou portat abans del segle xii al sud d'Itàlia i després a França, on es convertí en propietat d'Abadia de Saint Denis, prop de París. René Marchal obtingué el manuscrit de l'abadia. De la biblioteca de Marchal passà a mans del cardenal Rochefoucauld, qui el tornà al Col·legi de Clermont, la casa cèlebre jesuïta a París. Finalment, el 1785 fou comprat per la Biblioteca Vaticana, on es troba avui dia guardat.
El text fou conegut per Bernard de Montfaucon i Giuseppe Bianchini. El text del còdex fou emprat per J. Morius, Wettstein, de Montfaucon. Aquest fou col·lectat per James Parsons, i editat per Tischendorf en el quart volum de la seva Nova Collectio 4 (1869) i al novè volum de la seva Nova Collectio 9 (1870).